# سیارک ۲۲۱۰۷۳
سیارک ۲۲۱۰۷۳ (به انگلیسی: 221073 Ovruch، نامگذاری:2005SE1) دویست و بیست و یک هزار و هفتاد و سومین سیارک کشف شده‌است که در ۲۳ سپتامبر ۲۰۰۵ کشف شد.